# Ribadouro
Ribadouro is een plaats (freguesia) in de Portugese gemeente Baião en telt 410 inwoners (2001).